# Droga wojewódzka 500
Die Droga wojewódzka 500 (DW 500) ist eine polnische Woiwodschaftsstraße. Sie verläuft innerhalb der Woiwodschaft Ermland-Masuren und bleibt auf das Stadtgebiet von Elbląg (Elbing) beschränkt. Bei einer Gesamtlänge von lediglich 5,5 Kilometern gehört sie zu den kleinsten Woiwodschaftsstraßen Polens. 
Die DW 500 ist ein wichtiges Verbindungsglied zwischen den Elbląger Stadtteilen Raczki und Wschód, die beide auch an der schnelleren DK 7 (Europastraße 77) liegen, von der ein Abzweig in die Woiwodschaftsstraßen DW 503, DW 504 und DW 509 aber nicht möglich ist. Die Anschlüsse an diese Straßen stellt die DW 500 her.
Die DW 500 verläuft in ihrem ersten Streckenabschnitt (bis zur Einmündung der ul. Hetmańska (Neustädter Wallstraße) in die Al. Tysiąclecia (Grabenstraße)) auf der Trasse der früheren Reichsstraße 1, die von der heutigen DK 22 kommend auf der jetzigen DW 504 weiterführte.

## Straßenverlauf
Woiwodschaft Ermland-Masuren
- Grodzki Elbląg (Stadtkreis Elbing):
  - Elbląg (Elbing)
    - Elbląg-Raczki (Unterkerbswalde) (→ S 7 (Europastraße 77) und DK 22)
      - ul. Warszawska (Berliner Straße)

    - ~ Elbląg (Elbing) ~
      - Al. Tysiąclecia (I) (Innerer Vorberg) (→ DW 503)
      - Al. Tysiąclecia (II) (Grabenstraße) (→ DW 504)

    - Elbląg-Nowe Pole (E-Neustädterfeld)
      - Al. Grunwaldzka (Tannenbergallee) (→ DW 509)

    - Elbląg-Wschód (Ost) (→ S 7 und S 22 (Europastraße 28))